# Любомир Малковски
Любомир (Любо) Малковски е певец, китарист и композитор. Най-известен като основател на метъл групите „Ера“ и „Ер малък“.

## Биография
Започва кариерата си в джазформации като „Монтуно“, „Елипсис“ и „Кода“. Освен това закратко свири в група „Канон“. През 1986 г. основава българската траш метъл група „Ера“. На следващата година песента „Празничен шахмат“ попада в компилацията „Рок за мира“. През 1988 г. песни на Ера и Конкурент са включени в плочата „BG Rock 2“, част от серията на Балкантон, представяща български рок групи. През 1989 г. групата участва на първия рок фестивал в Мичурин, а песента „Не е лесно“ е включена в компилация на изпълнителите на фестивала. На два пъти Ера е избрана за българска рок група на годината – през 1987 и 1988 г.
През 1990 г. печели единственият Златен рок Орфей за песента „Градът“ (вдъхновена от едноименната книга на Клифърд Саймък) – голяма награда за музика, текст аранжимент и изпълнение. През това време музикантите от Ера участват в записите на албума на Милена Славова „Ха-ха“, като Малковски е съавтор на повечето от песните в него.
През 1991 г. напуска Ера и основава „Ер малък“. В първия албум на групата „Ер малък 1“ се съчетават метъл звученето с български народни мотиви. Формацията печели наградите на вестник „Ритъм“ за албум на годината и група на годината. През 1994 г. излиза вторият албум на „Ер малък“ „Лично!“. Групата прекратява съществуването си в средата на 90-те години поради липса на концертна дейност.
След 1998 г. се оттегля от сценичните изяви, но участва в частични събирания на Ера и Ер Малък. През 2018 и 2019 г. е гост-изпълнител на концертите на група Ювиги. Занимава се с църковна музика като певец и преподавател по източноцърковно пеене.

## Дискография

### Милена СлавоваиЕра
- 1991 – Ха-Ха
  - „Отгоре“
  - „Лошо“
  - „Защо“
  - „Охолен живот“
  - „Нищото“
  - „Ха-ха“
  - „Сън“
  - „Последния ден“

### Ер малък
- 1992 – „Ер малък 1“
  - „Скоропоговорка“
  - „Българи“
  - „Вълча порода“
  - „Кръстопът“
  - „Ер малък“
  - „Затвор“
  - „На крачка встрани“
  - „Градът“
  - „Какво е грях“
  - „Тълпата“
- 1994 – „Лично!“
  - „Огледалото“
  - „Автобиография“